# جو اشلایمر
جو اشلایمر (انگلیسی: Joe Schleimer; ۳۱ مهٔ ۱۹۰۹ – ۲۳ نوامبر ۱۹۸۸) کشتی‌گیر اهل کانادا بود.